# Stainless Games
Stainless Games Ltd. ist ein britischer Spieleentwickler mit Sitz auf der Isle of Wight, welcher sich vorrangig auf Spiele für Xbox Live Arcade spezialisiert hat. Bekannt wurde Stainless vor allem durch die Carmageddon-Reihe.

## Geschichte
1993 wurde das Unternehmen als Stainless Software von Patrick Buckland und Neil Barnden gegründet. 1995 unterschrieb Stainless den ersten Vertrag für ein Vollpreisspiel bei SCi, welches zwei Jahre später (1997) unter dem Namen Carmageddon veröffentlicht wurde. Aufgrund des enormen Erfolgs des Erstlingswerkes begann Stainless mit der Entwicklung von Carmageddon II und veröffentlichte das Spiel 1998.
1999 wurde das Stainless-Entwicklerteam in die VIS-entertainment-Gruppe eingegliedert. 2001 wurde schließlich Stainless Games Ltd. als Ausgliederung VIS-Gruppe gegründet.
Nachdem der Publisher SCi ein anderes Entwicklungsstudio mit der Entwicklung des dritten Carmageddon-Teils beauftragte und das Spiel bei den Kritikern durchfiel, wirkte sich dies auch sehr negativ auf die Spieleserie und Stainless Games aus. In den folgenden Jahren erledigte das Unternehmen vor allem Auftragsarbeiten. Erst 2009 erzielte man mit dem Download-Titel Magic: The Gathering – Duels of the Planeswalkers einen neuen Erfolg, der Titel wurde zum bis dato schnellstverkauften Spiel auf Xbox Live Arcade. 2011 gelang es, die Rechte an der Carmageddon-Serie von Square Enix zurückzukaufen.
2012 veröffentlichte Stainless Games eine Umsetzung von Carmageddon für iOS-Mobilgeräte. Derzeit (2013) entwickelt das Unternehmen das Spiel Carmageddon: Reincarnation für Next-Generation-Konsolen. Dafür konnte 2012 über die Crowdfunding-Plattform Kickstarter über 625.000 US-Dollar von Unterstützern gesammelt werden. Im März 2013 sicherte man sich weitere 3,5 Millionen Dollar von Les Edgar, dem ehemaligen Gründer von Bullfrog Productions und heutigen Anteilseigner von Stainless Games.

## Spiele (Auszug)
- 1997: Carmageddon: Fahr zur Hölle
- 1998: Carmageddon II: Carpocalypse Now
- 2007: Missile Command
- 2008: Happy Tree Friends: False Alarm
- 2009: Magic: The Gathering – Duels of the Planeswalkers
- 2010: Risk: Factions
- 2015: Magic Duels
- 2016: Carmageddon: Max Damage